# Seamus (Lied)
Seamus ist der Titel eines Liedes auf dem 1971 veröffentlichten Musikalbum Meddle der britischen Rockband Pink Floyd. Das Lied ist in voller Länge mit dem Bellen, Heulen und Jaulen eines Hundes unterlegt. Seamus ist der fünfte Titel des Albums und beendet die A-Seite der LP-Version.

## Text und Musik
Der Text des Liedes beschränkt sich auf wenige Zeilen, die von dem alten Hund Seamus handeln, der draußen vor der Küche des Ich-Erzählers den Sonnenuntergang anheult. Die Instrumentierung des Stücks besteht aus Gesang, zwei Westerngitarren, einem Piano sowie E-Bass. Das auffälligste Merkmal des Stücks ist das gesangähnliche Hundeheulen und -jaulen, das über dessen gesamte Länge deutlich im Hintergrund zu hören ist, und das in der Tonhöhe größtenteils mit der Musik harmoniert. Es stammt vom „singenden“ Hund Seamus, nach dem das Lied benannt ist, der dem britischen Musiker Steve Marriott gehörte. Das Lied wurde gemeinsam von allen damaligen Mitgliedern der Band, Roger Waters, Richard Wright, Nick Mason und David Gilmour geschrieben und getextet; gesungen wird es von David Gilmour. Der Song kann der Stilrichtung Blues zugeordnet werden.

## Live-Auftritte
Die Komposition Seamus wurde von Pink Floyd nur einmal in einer Live-Version veröffentlicht. Das Lied ist auf dem Live-Album Pink Floyd: Live at Pompeii enthalten. Das Stück wurde speziell für die Aufführung stark modifiziert. Die einzigen Musikinstrumente, die zum Einsatz kommen, sind eine von Pink-Floyd-Bassist Roger Waters gespielte E-Gitarre des Typs Fender Stratocaster sowie eine vom Gitarristen David Gilmour gespielte Mundharmonika. Der Hund Seamus wurde in dieser Live-Aufführung durch einen anderen Hund namens Nobs ersetzt. Daher lautet der Titel des Stückes auf Pink Floyd: Live at Pompeii auch Mademoiselle Nobs und nicht wie im Original Seamus.

## Besetzung
- David Gilmour – Mundharmonika, Akustische Gitarre, Gesang
- Roger Waters – E-Bass, E-Gitarre (auf Live at Pompeii)
- Richard Wright – Klavier

mit
- Seamus (Hund) – Bellen/Jaulen (auf Meddle)
- Nobs (Hund) – Bellen/Jaulen (auf Live at Pompeii)

## Trivia
- Das Lied Seamus wurde im Soundtrack des Films Rosenkranz & Güldenstern von Tom Stoppard verwendet.